# Izba Pamięci Wincentego Pola w Gdańsku Sobieszewie
Izba Pamięci Wincentego Pola – muzeum poświęcone życiu i twórczości polskiego poety Wincentego Pola, położone w Gdańsku na Wyspie Sobieszewskiej. W 2012 r. dotychczasowa nazwa została zmieniona na Centrum Wystawiennicze Wyspy Sobieszewskiej i Ujścia Wisły im. Wincentego Pola GAK.

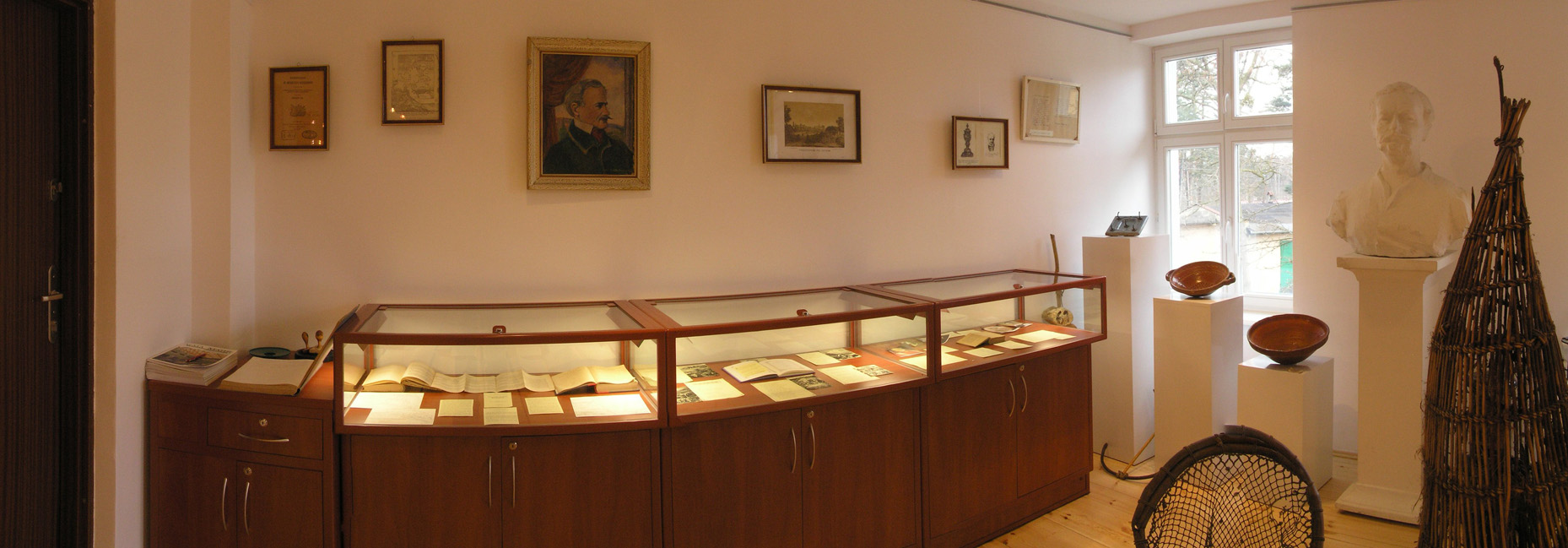
Izba Pamięci Wincentego Pola w Sobieszewie.

## Historia i położenie
Izba Pamięci Wincentego Pola została utworzona w 1974 z inicjatywy Komisji Krajoznawczej ZW PTTK w Gdańsku Sobieszewie. Poza ww. Komisją, zasługi dla utworzenia i działalności miał też Komitet Osiedlowy w Sobieszewie oraz lokalna Szkoła Podstawowa nr 87, która stanowiła pierwszą siedzibę Izby. Początkowo w zbiorach znajdowało się jedynie kilka pamiątek umieszczonych w pięciu gablotach w jednej z sal lekcyjnych szkoły podstawowej.
Od 1977 instytucja rozpoczęła działalność w budynku przy ulicy Turystycznej 3, gdzie mieści się też filia Wojewódzkiej Biblioteki Publicznej, siedziby Rady Osiedla i Stowarzyszenia Przyjaciół Wyspy Sobieszewskiej oraz (od czerwca 2004) oddział Gdańskiego Archipelagu Kultury.
Izba do 2006 roku była zarządzana społecznie. Od tego czasu znajduje się w strukturze Gdańskiego Archipelagu Kultury w Gdańsku. Opiekunem Izby Pamięci jest „Wyspa Skarbów”, najmłodszy oddział Archipelagu.
Muzeum ulokowane jest w dzielnicy zamieszkanej przez 3,5 tysiąca mieszkańców. Pełni funkcję przede wszystkim edukacyjną i muzealną. Położona na terenie Wyspy Sobieszewskiej, placówka stanowi atrakcję turystyczną odwiedzaną przez mieszkańców Trójmiasta, a także turystów z Polski i zagranicy, szczególnie w okresie letnim.

### Opis
Obecnie muzeum posiada ponad dwieście eksponatów związanych z życiem i twórczością poety – są to fotografie, listy, obrazy, mapy, fotokopie rękopisów i korespondencji – dary zarówno osób prywatnych (przede wszystkim od Adama Pola – prawnuka poety) jak i instytucji (m.in. od Muzeum Narodowego w Lublinie). Ekspozycje wzbogacają obiekty o charakterze etnograficznym, przedmioty codziennego użytku z regionu Żuław.
Szczególne miejsce wśród pamiątek zgromadzonych w Izbie Pamięci Wincentego Pola zajmują książki. Pieczołowicie zbierany przez społecznych opiekunów księgozbiór nadaje placówce wyjątkowy charakter. Umieszczone w izbie pamięci egzemplarze, takie jak wczesne wydania dzieł Wincentego Pola, można uznać za ,,białe kruki”. Posiadają wartość sentymentalną jako pamiątki, związane z osobą darczyńcy jak i wybitnym poetą.
Zgodnie z popularyzatorskimi i edukacyjnymi zamierzeniami twórców Izby Pamięci Wincentego Pola, w muzeum odbywają się spotkania i odczyty krajoznawcze oraz organizowane są akcje zbierania pamiątek związanych z życiem Wincentego Pola.
Działania promocyjne koncentrują się przede wszystkim na upowszechnianiu wiedzy o patronie Izby Pamięci i organizowaniu konkursów plastycznych oraz recytatorskich związanych z postacią poety. Konkurs plastyczny odbywa się w Izbie Pamięci Wincentego Pola, dzięki czemu młodzi uczestnicy mają możliwość bezpośredniego i twórczego zapoznania się z eksponatami tam zgromadzonymi.
We współpracy z istniejącym od 1994 Stowarzyszeniem Przyjaciół Wyspy Sobieszewskiej, program Domu Kultury „Wyspa Skarbów” został wzbogacony o imprezy promujące Izbę Pamięci Wincentego Pola w kontekście turystycznych walorów regionu. Przykładem takiego wydarzenia jest „Polówka” – coroczna impreza plenerowa z okazji urodzin Wincentego Pola.
Dzięki współpracy z różnymi organizacjami – m.in. ze Stowarzyszeniem Miłośników Tradycji Mazurka Dąbrowskiego, została wznowiona tradycja konferencji i sesji krajoznawczych w Izbie Pamięci Wincentego Pola, czego przykładem może być sesja „Wincenty Pol na Żuławach i Pomorzu” w listopadzie 2006.

### Zbiory i eksponaty izby

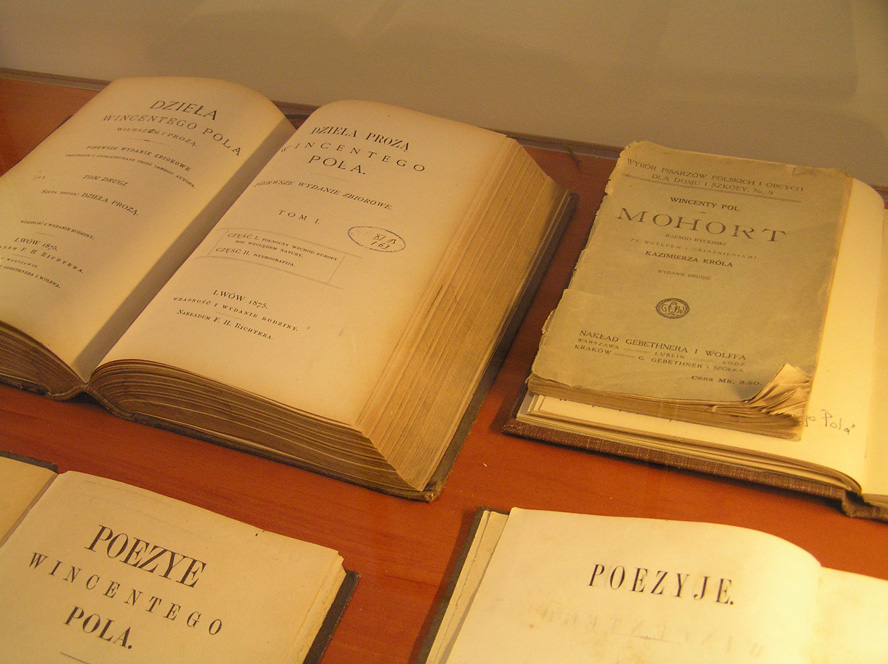
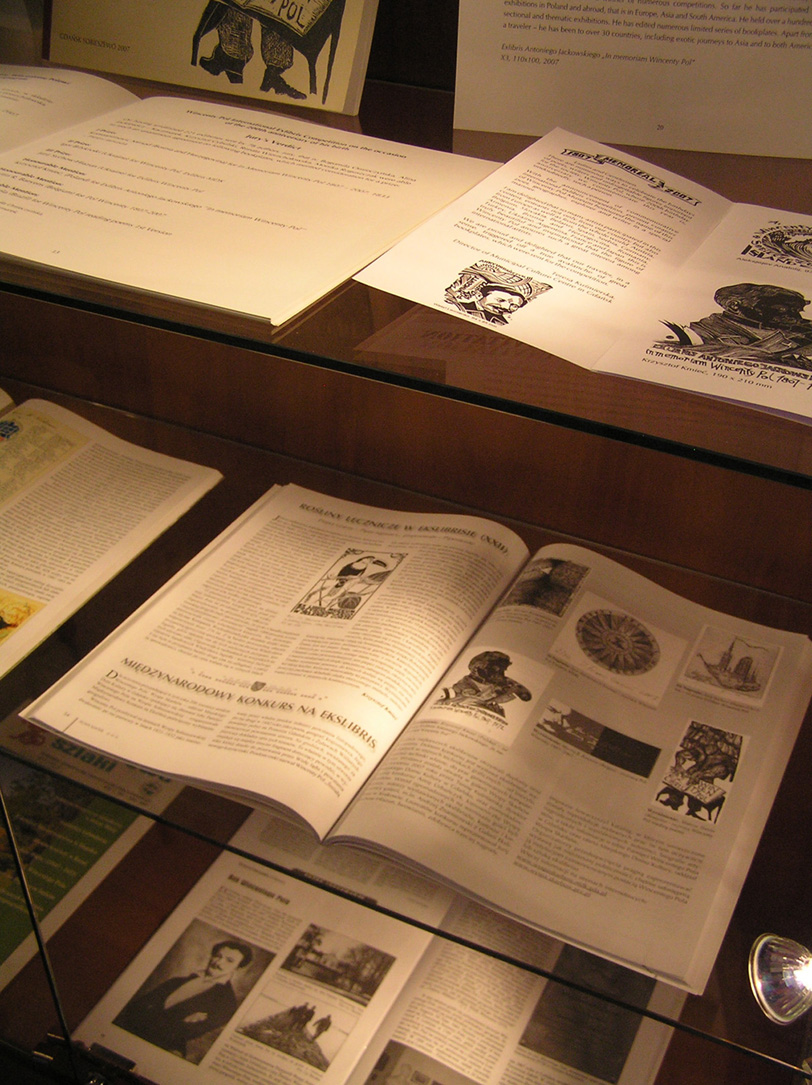
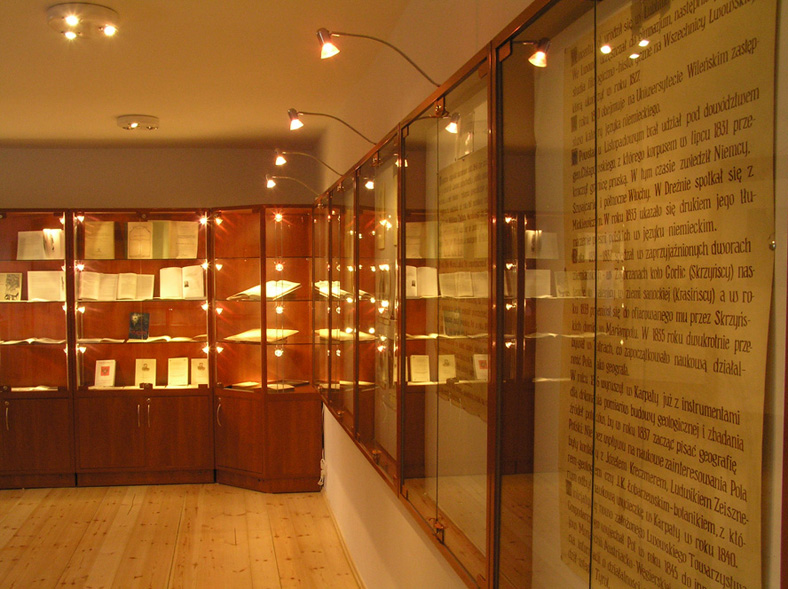
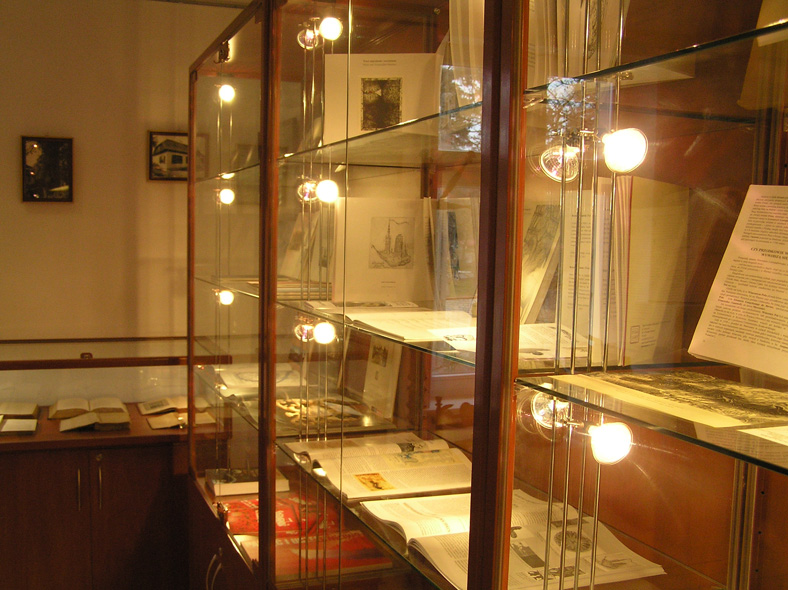
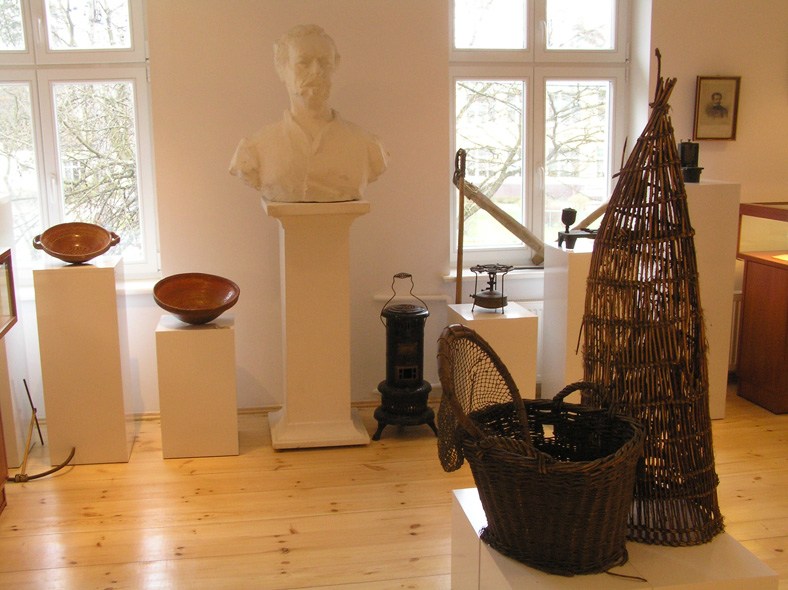
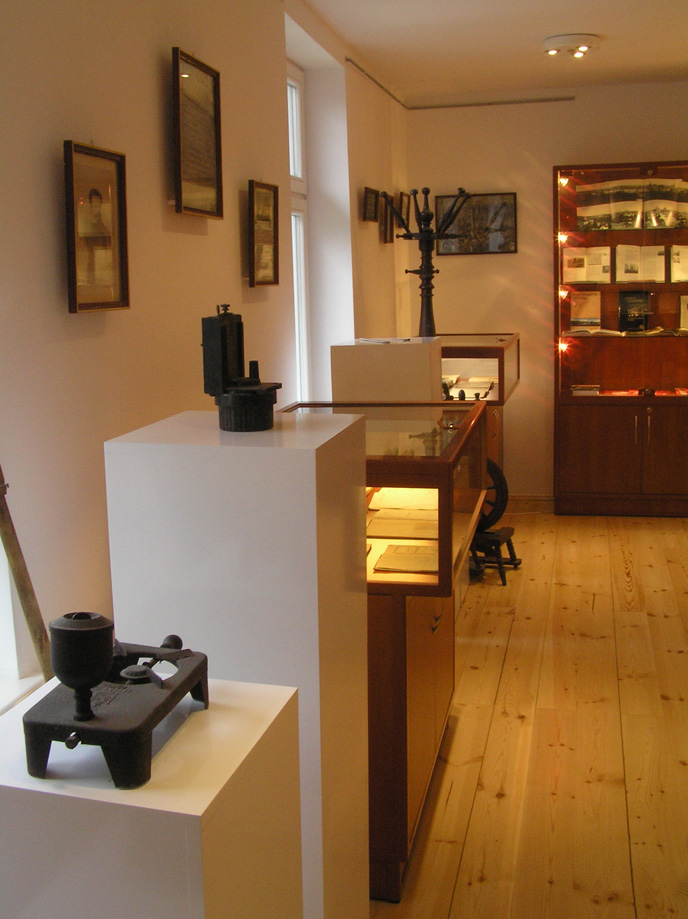
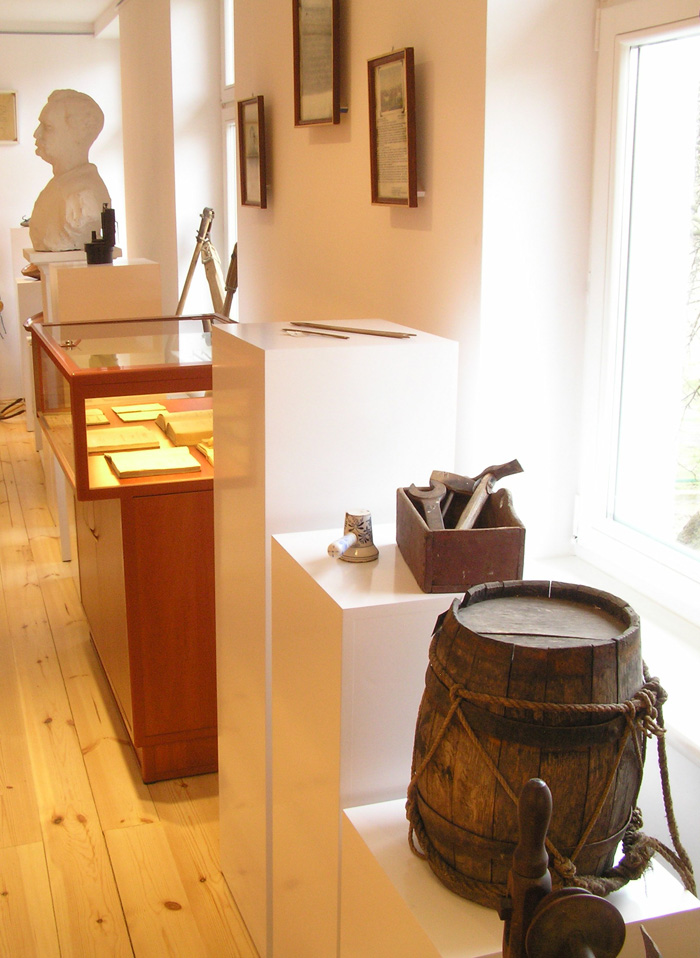
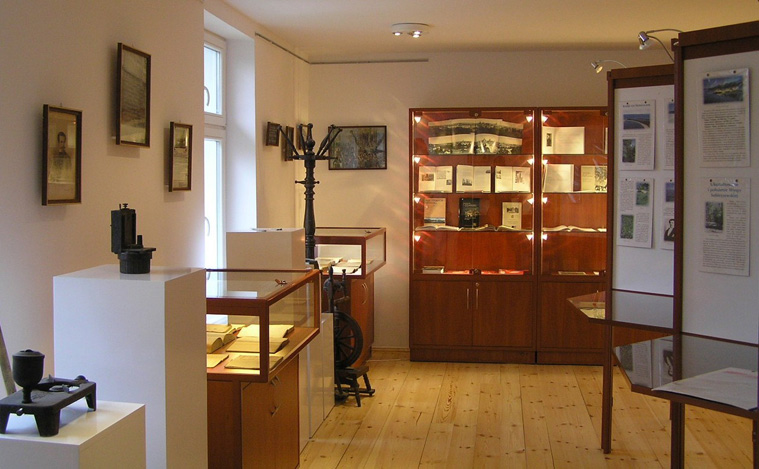